# 354 Eleonora
354 Eleonora este un asteroid din centura principală, descoperit pe 17 ianuarie 1893, de Auguste Charlois.